# むかわ町国民健康保険穂別診療所
むかわ町国民健康保険穂別診療所（むかわちょうこくみんけんこうほけん ほべつしんりょうじょ）は、北海道勇払郡むかわ町にある診療所である。

## 概要
むかわ町の穂別地区にある唯一の診療所で、許可病床数は一般19床ある。
常勤医師2名で診察が行われていたが、副所長1名が2021年3月をもって退職したことから所長1名での診療体制が続いたことから、むかわ町が（公財）北海道地域医療振興財団を通じて医師を公募。これに精神科医で立教大学教授の香山リカ(本名:中塚尚子)が応募し、面接を経て2022年4月から副所長（常勤医師）として着任した。

## 標榜科
- 内科
- 小児科
- 外科
- 整形外科
- リハビリテーション科

## 所在地
- 北海道勇払郡むかわ町穂別81-8

## 交通アクセス
- 日高自動車道 鵡川ICまたは日高本線鵡川駅から
  - 道南バス乗車、「穂別診療所入口」または「穂別診療所前」下車
  - 北海道道74号穂別鵡川線経由、車で鵡川沿いに約37 km